# Stazione di Kobuchizawa
La stazione di Kobuchizawa (小淵沢駅?, Kobuchizawa-eki) è una stazione ferroviaria della città di Hokuto, nella prefettura di Yamanashi, e serve la linea linea principale Chūō della JR East. Dista 173,4 km dal capolinea di Tokyo, e si trova a 881 m sul livello del mare. Inoltre, è la stazione più a ovest di tutta la prefettura di Yamanashi.

## Linee
East Japan Railway Company
■ Linea principale Chūō
■ Linea Koumi

## Struttura
La stazione è dotata di due marciapiedi a isola, con quattro binari passanti in superficie. Il fabbricato viaggiatori dispone di biglietteria presenziata e sala d'attesa, ed è collegato ai marciapiedi da una passerella.
| 1   | ■ Linea principale Chūō | per Kami-Suwa e Matsumoto       |
| 2   | ■ Linea principale Chūō | per Kōfu, Shinjuku e Tokyo      |
| 3-4 | ■ Linea Koumi           | per Kiyosato, Nobeyama e Komoro |

## Stazioni adiacenti
| «                     | Servizio              | »                     |
| Linea principale Chūō | Linea principale Chūō | Linea principale Chūō |
| --------------------- | --------------------- | --------------------- |
| Nagasaka              | -                     | Shinano-Sakai         |
| Linea Koumi           |                       |                       |
| Capolinea             | -                     | Kai-Koizumi           |